# Littérature irlandaise
Pour un article plus général, voir Littérature britannique.
 (avril 2015).
Si vous disposez d'ouvrages ou d'articles de référence ou si vous connaissez des sites web de qualité traitant du thème abordé ici, merci de compléter l'article en donnant les références utiles à sa vérifiabilité et en les liant à la section « Notes et références ».
La littérature irlandaise est l'une des plus prolifiques du monde anglo-saxon. Pour un pays relativement petit (on compte 7 000 000 insulaires, selon une estimation de 2018), l'Irlande a proposé une contribution tout à fait extraordinaire à l'histoire de la littérature. Les œuvres les plus connues en dehors du pays sont de langue anglaise, mais les œuvres en irlandais (et dans les différents dialectes gaéliques) continuent à constituer une partie non négligeable de la littérature produite, même si l'ampleur de la littérature écrite en irlandais s'est radicalement réduite depuis le XVIIe siècle. En sus de la tradition écrite, l'Irlande garde encore une forte tradition orale autour des légendes et poèmes celtiques, tous racontés en irlandais.
La culture irlandaise, à la fois indépendante et soumise à l'influence politique de la Grande-Bretagne (jusqu'à l'indépendance de l'Éire en 1922), a permis l'émergence d'une littérature irlandaise assez particulière à côté des contributions d'autres pays à la littérature anglaise. Les écrivains irlandais qui écrivirent en anglais apportèrent un grand nombre d'innovations linguistiques et formelles, et proposèrent un grand nombre d'œuvres décisives dans l'histoire de la littérature anglaise (les quatre noms principaux étant Swift, Yeats, Beckett et Joyce) ; leur spécificité s'exprimant par une sorte d'émerveillement face à la nature hérité des plus anciennes traditions, un style narratif qui était souvent délibérément exagéré ou absurde et un sens aigu du pouvoir de la satire. De plus, les deux langues ont donné naissance à un dialecte anglais (l'« hiberno-irish ») ayant un syntaxe légèrement distincte et surtout une musicalité particulière.

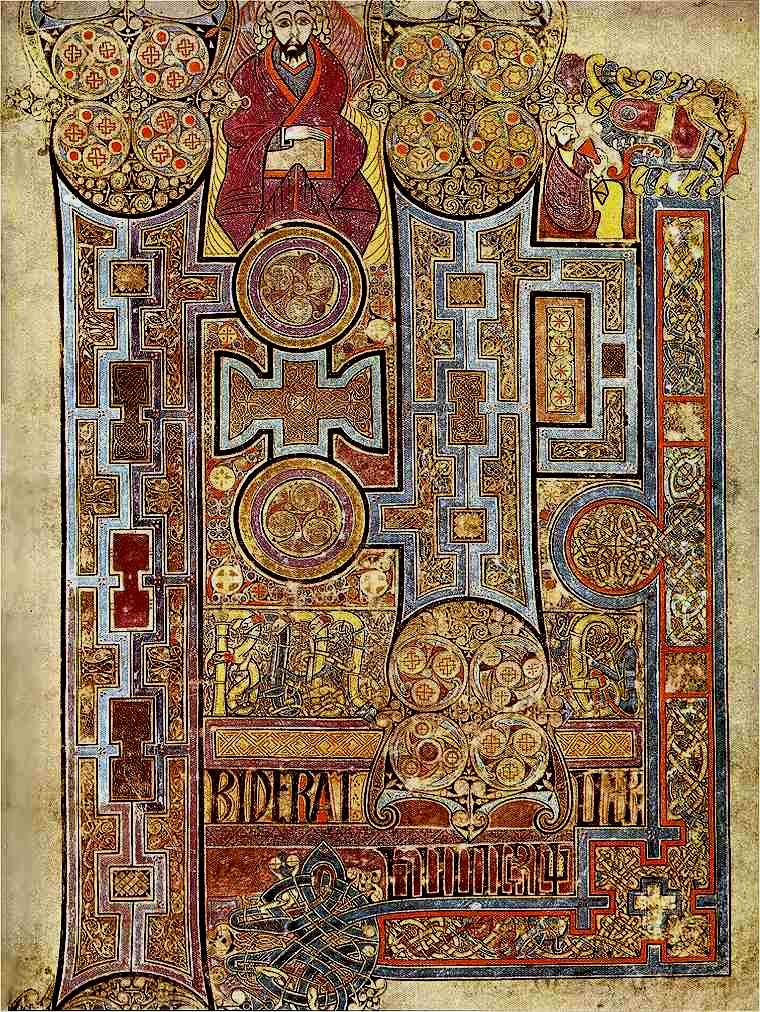
Livre de Kells : incipit de l'évangile selon Jean

## La littérature médiévale irlandaise
Les spécialistes, surtout depuis Henri d'Arbois de Jubainville, divisent la littérature irlandaise du Moyen Âge en quatre cycles.
- Le Cycle mythologique se focalise sur le peuplement mythique de l'Irlande et sur l'action des dieux (Tuatha Dé Danann). Les textes de base sont le Cath Maige Turedh (La bataille de Mag Tured) et le Tochmarc Étaine (La courtise d'Étain).
- Le Cycle historique ou Cycle des Rois rassemble des légendes sur les grands rois d'Irlande. L'œuvre centrale est le Lebor Gabála Erenn (Le livre des conquêtes de l'Irlande).
- Le Cycle d'Ulster (an Rúraiocht) ou Cycle de la Branche Rouge (Cráobh rúadh) ou Cycle héroïque tourne autour du roi Conchobar Mac Nessa et de son neveu, le héros Cúchulainn ("Cú Chulainn"). Le récit le plus important est la Táin Bó Cúailnge (La razzia des vaches de Cooley).
- Le Cycle fenian (ou cycle de Leinster ou cycle de Finn, parfois appelé Cycle ossianique), qui tourne autour du héros Fionn Mac Cumhaill, durant les règnes des hauts-rois d'Irlande (Ard-Rí na hÉireann).
- Parfois on ajoute le Cycle romanesque, celui des aventures, qui regroupe les echtra (voyages aventureux, d'origine païenne) et les immram (navigations vers l'Autre monde, sous influence chrétienne).

Autres rubriques :
- Hiberno-latin
- Littérature irlandaise ancienne (en)
- Mythologie celtique irlandaise
- Enluminure insulaire, Manuscrits enluminés de style insulaire
  - dont Missel de Stowe, Fragment d'évangiles de Durham, Livre de Kells, Cathach de saint Colomba...

Ces productions médiévales incluent l'echtra, une forme littéraire qui présente un élément mythologique.

## Poésie

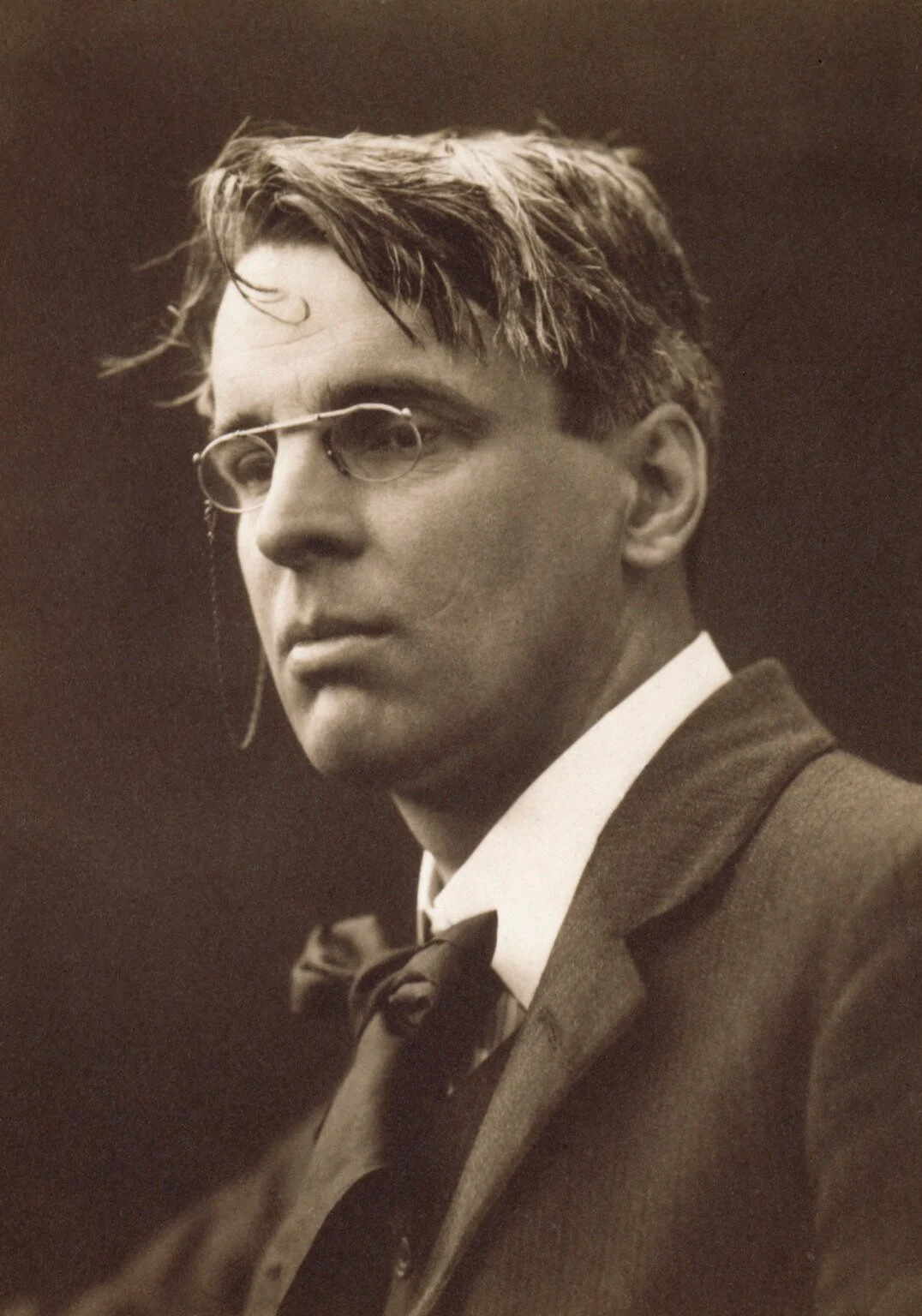
William Butler Yeats
par G. C. Beresford (1911)

La poésie irlandaise a une histoire longue et complexe. 
La littérature et poésie irlandaise est l’une des plus anciennes et connaît une tradition quasiment ininterrompue du VIe siècle à nos jours. 
Cependant, au moins jusqu’au XIVe siècle, la poésie en anglais a aussi bien été écrite en Irlande que par des Irlandais en dehors du pays.
À la fin du Moyen Âge, l’ordre du vieux gaélique qui soutenait les bardes professionnels disparaît, et la poésie en irlandais commence à être marginalisée.
Au XIXe siècle, elle est déjà considérée comme un art folklorique.  
Le XVIIIe siècle connait d’une part un renouveau de la poésie des bardes et d’autre part les premiers poètes irlandais importants en langue anglaise comme Jonathan Swift et Oliver Goldsmith.
Au XIXe siècle, les poètes irlandais écrivant en anglais essayent de réinventer la tradition gaélique dans leur nouveau langage, souvent traduisant les chansons des anciens bardes et autres poésies irlandaises, racontant à nouveau les histoires de la mythologie celtique en vers victoriens. On retrouve cette tendance dans les débuts de William Butler Yeats.
Au début du XXe siècle, le style de Yeats change sous l’influence de son contact avec le modernisme et avec des auteurs qu'on peut qualifier de "mystiques", comme Rabindranath Tagore. La génération de poètes irlandais après Yeats fut, pour simplifier, divisée en deux : d’un côté ceux qui étaient influencés par le style celte d’antan et de l’autre ceux qui suivaient les figures modernistes comme James Joyce et Samuel Beckett, deux poètes cependant plus connus pour leurs romans et pièces de théâtre.
Au cours du XXe siècle, l’influence de Yeats a eu tendance à dominer, qu’il soit considéré comme un modèle ou au contraire comme celui contre qui se rebelle. Cependant, cette période a aussi vu l’émergence de nouvelles figures importantes comme Patrick Kavanagh (1904-1967), Seamus Heaney (1939-2013), John Montague (1929-2016), Brian Coffey (1945-), Paul Muldoon (1951-)...
Cette période a aussi connu un renouveau de la poésie en langue irlandaise, en partie grâce à la politique de soutien de l’irlandais par le gouvernement.

## Prose

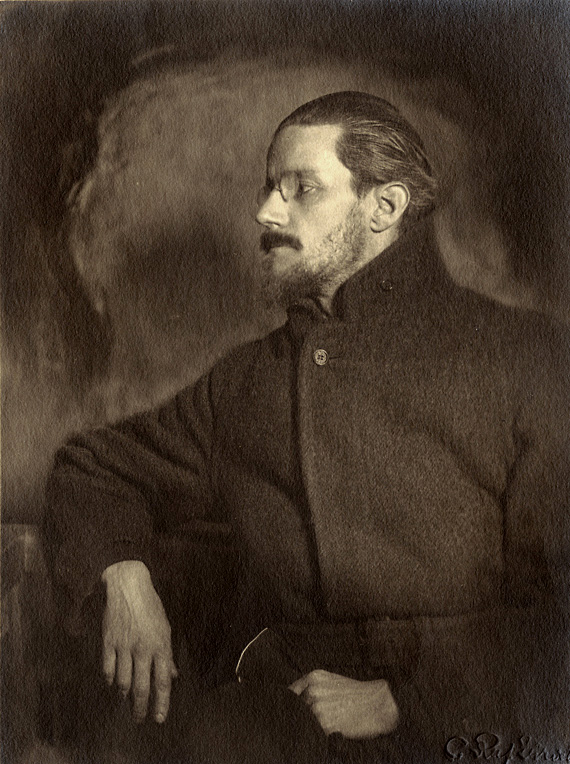
James Joyce (vers 1918)

Les épopées de l’Irlande celte sont écrites en prose et non en vers.

### XIe–XVesiècles
- Marianus Scotus (1028-1083), chroniqueur

### XVIe–XVIIesiècles
- Seathrún Céitinn (1569-1644), dit Geoffrey Keating
- Nicholas French, (1604-1678), pamphlétaire catholique

### XVIIIesiècle
- William Congreve (auteur) (1670-1729), dramaturge
- James Augustus Hicky (1740-1802)
- Robert Owenson (1744-1812)
- Richard Brinsley Sheridan (1751-1816)

La fiction irlandaise commence vraiment au XVIIIe siècle avec les œuvres de
- Jonathan Swift (1667-1745), notamment Les Voyages de Gulliver (1726), Modeste Proposition (1729)...
- Laurence Sterne (1713-1768), Vie et opinions de Tristram Shandy, gentilhomme (1759),
- Oliver Goldsmith (1728-1774), Le Vicaire de Wakefield (1761),

L'essai irlandais est marqué par Edmund Burke (1729-1797), le Coup d'œil sur les maux qu'a produits la civilisation (1756), Recherche philosophique sur l'origine de nos idées du sublime et du beau (1757)

### XIXesiècle
De nombreux romanciers irlandais émergent au XIXe siècle avec entre autres : Maria Edgeworth, John Banim, Gerald D. Griffin, Charles Kickham, William Carleton, George Moore et le duo Somerville-Ross ("Somerville and Ross"). 
La plupart de ces écrivains viennent des classes irlando-anglaises dirigeantes et leurs écrits finissent par être appelés novels of the big house. 
Carleton est une exception avec ses histoires de la paysannerie irlandaise montrant la vie de l’autre côté du fossé social. 
Bram Stoker, l’auteur de Dracula, est également hors de cette tradition.
George Moore (1852-1933) passe le début de sa carrière à Paris : il est un des premiers à utiliser les techniques des romanciers réalistes français en anglais. Il peut être considéré comme l’un des précurseurs du romancier irlandais le plus célèbre du XXe siècle, James Joyce.
Charles Robert Maturin (1782-1824) : Melmoth ou l'Homme errant (1820).
Oscar Wilde (1854-1900) : Le Portrait de Dorian Gray (1890), Le Fantôme de Canterville et autres nouvelles (1891), Le Prince heureux et autres contes (1888).
Le renouveau gaélique et le renouveau littéraire irlandais (Irish Literary Revival, ou Renaissance littéraire irlandaise) honorent la fin de siècle.

### XXesiècle

#### James Joyce
James Joyce (1882-1941) est souvent désigné comme le père du genre littéraire stream of consciousness (monologue intérieur) qui est le mieux représenté dans son roman le plus connu, Ulysse. Joyce a aussi écrit Finnegans Wake,  Les Gens de Dublin ainsi qu’un récit semi-autobiographique Portrait de l'artiste en jeune homme. 
Le style très moderniste de Joyce a eu une grande influence sur la génération suivante d’écrivains irlandais qui comprend notamment Samuel Beckett, Brian O’Nolan qui a écrit sous le nom de Flann O'Brien (1911-1966), et Aidan Higgins. O’Nolan était bilingue et ses romans portent clairement la marque de la tradition irlandaise notamment dans la qualité de la narration d’histoires et le mordant de ses satires.
Le big house novel continua à se développer au XXe siècle et le premier roman de Aidan Higgins (1927-2015), Langrishe, Go Down est un exemple expérimental du genre. Des œuvres plus conventionnelles ont été écrites par Elizabeth Bowen et Molly Keane (publiant sous le nom de M. J. Farrell).
Avec l’avènement de l’État libre d’Irlande et de la république d’Irlande, de plus en plus de romanciers des couches dites populaires font leur apparition. Ces auteurs décrivent souvent les vies des classes pauvres ou moyennes et des petits fermiers. À cette catégorie appartiennent des auteurs qui vont de Brinsley McNamara à John McGahern.
Les nouvelles étaient aussi très populaires parmi les auteurs irlandais. Frank O'Connor et Seán O'Faolain font partie des novellistes célèbres.

### XXIesiècle

#### Prose
- Écrivains irlandais du XXIe siècle
- Nouvellistes irlandais du XXIe siècle
- Romans irlandais du XXIe siècle (en)

Parmi les récompensés du prix Kate O'Brien (Festival de Limerick)
- - Martine Madden, Anyush
  - Sara Baume
  - Tanya Farrelly
  - Lisa Harding[4], Abattage (Harvesting, 2017)[5], prix Kate O'Brien 2019 [6]

Voir aussi : 
- Irish prose fiction (en)
- Irish short story (en)
- Frank O'Connor International Short Story Award (en)

## Théâtre

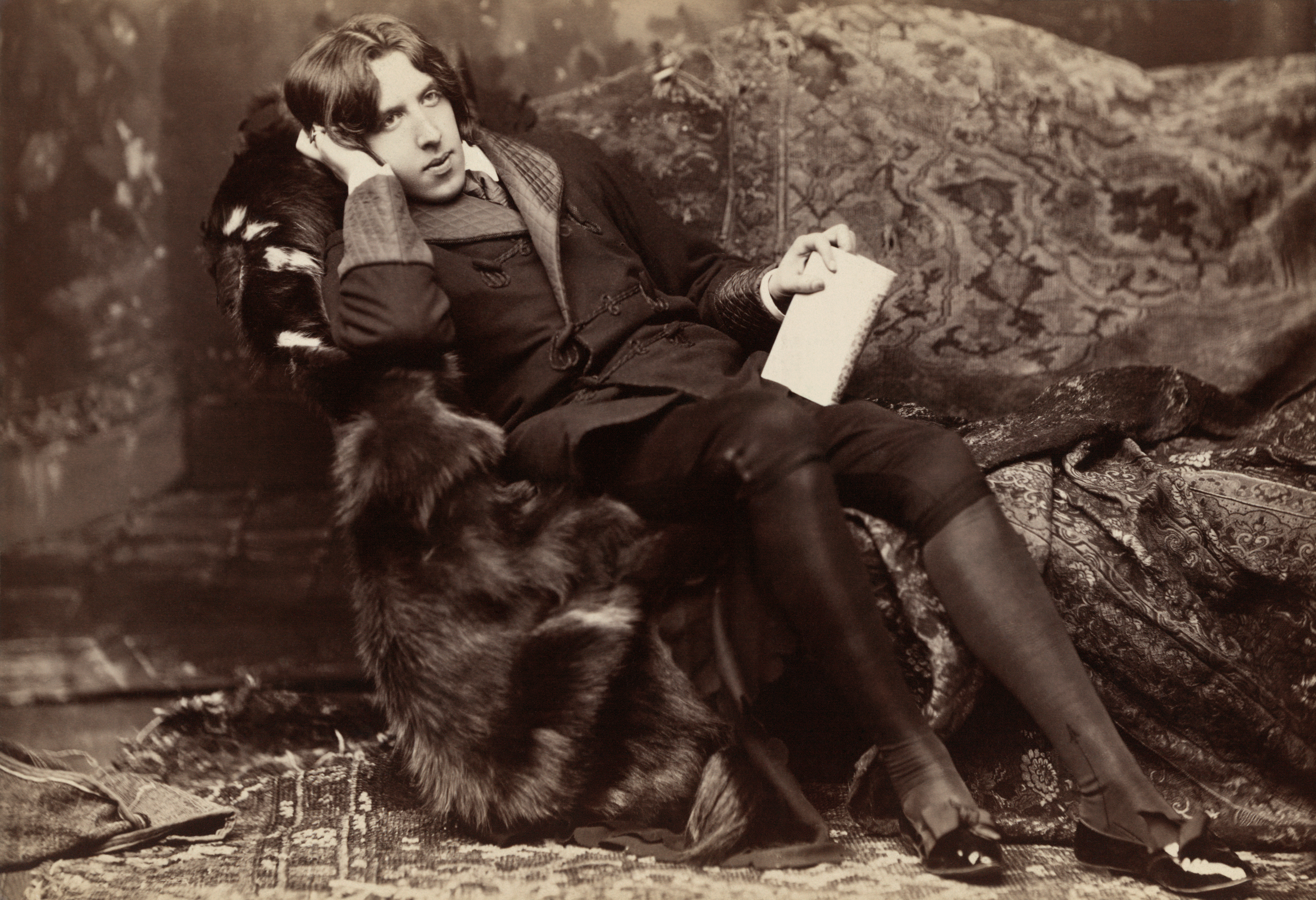
Oscar Wilde par Napoléon Sarony
(vers 1882)

Bien que l’histoire documentée du théâtre irlandais commence au moins en 1601, les premiers auteurs irlandais remarquables sont William Congreve, un des auteurs les plus intéressants de comédies sous la Restauration, Oliver Goldsmith et Richard Brinsley Sheridan qui étaient deux des auteurs les plus à succès de la scène théâtrale londonienne au XVIIIe siècle.

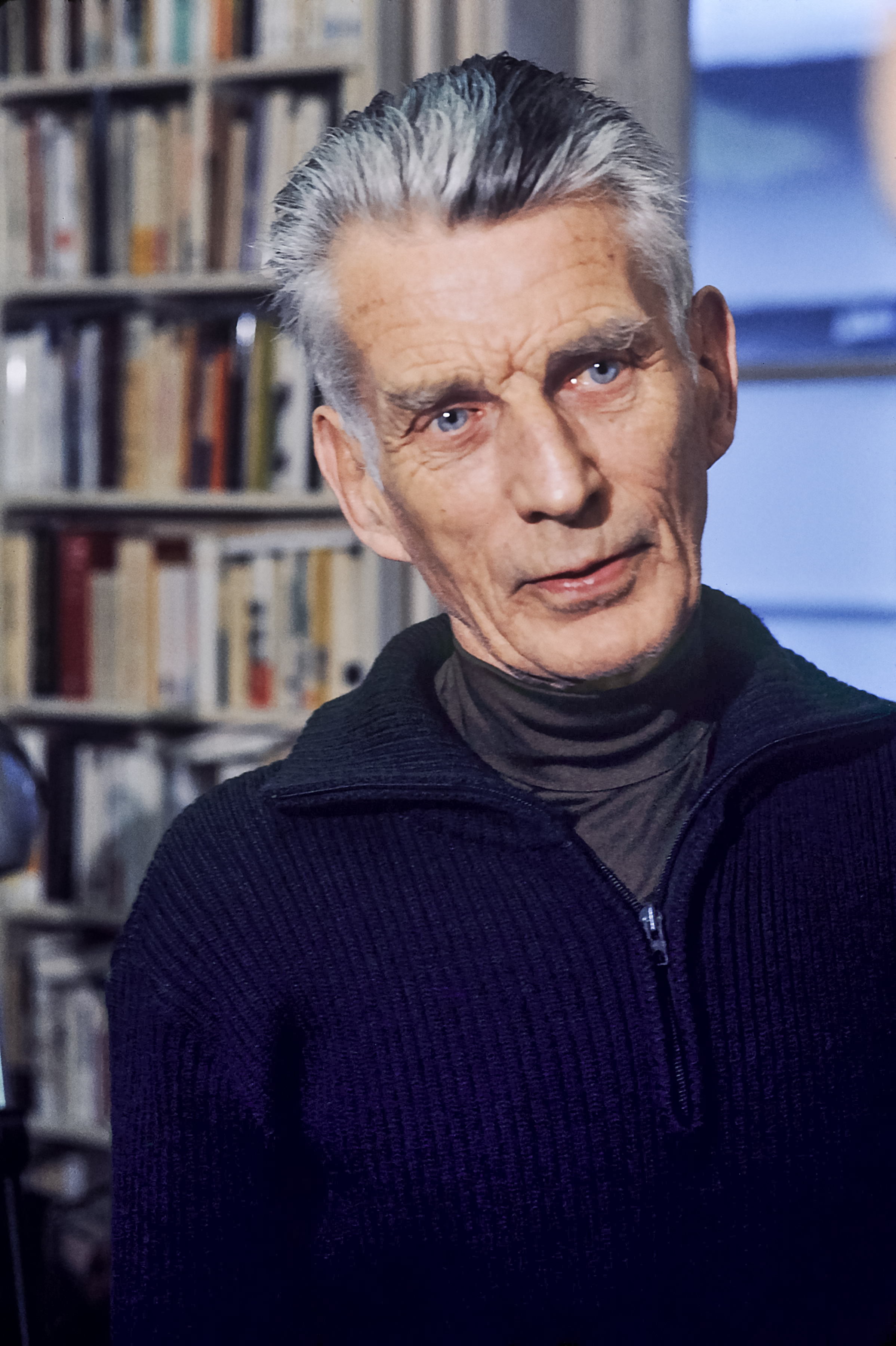
Samuel Beckett (1977)

Au XIXe siècle, Dion Boucicault était un auteur de comédies extrêmement populaire. Cependant, c’est avec la dernière décennie du siècle que le théâtre irlandais connaît un succès important avec l’émergence de George Bernard Shaw et Oscar Wilde ainsi que la création du Irish Literary Theatre à Dublin en 1899.
Cette compagnie qui devint plus tard l’Abbey Theatre jouait les pièces de W.B.Yeats, Lady Gregory, John Millington Synge (1871-1909) et Seán O'Casey. Yeats introduit des éléments du théâtre nô japonais notamment dans Ezra Pound. L’Abbey crée un style particulier qui influencera les futurs auteurs en développant une tendance à la mythologisation des situations quotidiennes et en choisissant des pièces en dialecte hiberno-english.
Le XXe siècle voit un grand nombre d’auteurs connaître le succès : Samuel Beckett, Brendan Behan, Denis Johnston, Brian Friel, Thomas Kilroy, Tom Murphy, Hugh Leonard, et John B. Keane. Il y eut aussi un renouveau du théâtre en langue irlandaise notamment après la création en 1928 de An Taidhbhearc, un théâtre consacré à la langue irlandaise. Le Gate Theatre, créé lui aussi en 1928, introduisit des séances en langue irlandaise pour beaucoup de classiques de la scène européenne.
Depuis les années 1970, un certain nombre de compagnies ont été créées qui souhaitent faire concurrence à la dominance exercée par la compagnie de l’Abbey en introduisant des styles et approches différentes. On peut noter le Focus Theatre, The Children’s T Company, the Project Theatre Company, Druid Theatre, TEAM et Field Day. Ces compagnies ont vu les débuts de nombreux auteurs, acteurs et metteurs en scène qui depuis connaissent le succès à Londres, Broadway et Hollywood.

## Généralités

### Auteurs
- Écrivains irlandais, Liste d'écrivains irlandais (alphabétique), Écrivains irlandais par genre, Écrivains irlandais francophones
  - Poètes irlandais, Liste alphabétique de poètes irlandais, Liste chronologique de poètes irlandais
  - Dramaturges irlandais
  - Romanciers irlandais
  - Nouvellistes irlandais par siècle

### Œuvres
- Cycle d'Ulster
- Cycles mythologiques irlandais
- Œuvres littéraires irlandaises
- Pièces de théâtre irlandaises

### Institutions
- Académie royale d'Irlande
- Corpus of Electronic Texts (CELT)
- Musée des écrivains de Dublin
- Prix littéraires en Irlande
- Liste de théâtres et de compagnies de théâtre en Irlande (en), Abbey Theatre
- Revues littéraires : The Beau, The Bell (magazine), Comhar, The Dublin Magazine, Dublin Review of Books...